# Gustav Francl
Gustav Francl (28. ledna 1920, Praha – 6. ledna 2019 Praha ) byl český novinář, filmový kritik a překladatel z francouzštiny, španělštiny a z angličtiny.

## Biografie
Vystudoval na Universitě Karlově romanistiku a srovnávací literatury, byl žákem prof. Václava Černého, titul PhDr. získal v roce 1970. Pracoval jako praktikant v Topičově knihkupectví a knihkupec v Cyrilo-metodějském nakladatelství a knihkupectví a v Orbisu, od roku 1951 byl kulturním redaktorem v Lidové demokracii. Zemřel 6. ledna 2019.

### Překladatelská činnost
Těžištěm jeho práce je jeho překladatelská činnost, v jeho překladech vyšly převážně básnické texty autorů, jako byli Jean de La Fontaine, Guillaume Apollinaire, Gustave Flaubert, Victor Hugo, Jean Racine, Pierre de Ronsard, Louise Labéová, François Villon, Václav Lucemburský či Jan od Kříže. K jeho nejvýznamnějším překladům patří úplné básnické dílo Paula Verlaina. Jazyk jeho překladů je čtivý, místy až hovorový, někdy využívá asonance místo rýmů. Své překlady z francouzštiny sestavil do rozsáhlé antologie francouzské poesie Galský kohout zpívá (Vyšehrad, 2009), která je pokládána za jeho životní dílo a která byla velmi dobře přijata.